# Parque de La Salette
O Parque de La Salette é um parque situado a nascente do IC2, que ladeia a zona nordeste da cidade de Oliveira de Azeméis. O Parque é conhecido como o "ex-libris" da cidade, sendo um magnífico espaço verde, com inúmeras espécies arbóreas de vários cantos do globo, e coroado pelo Santuário de Nossa Senhora de La Salette.
Autêntico miradouro natural, pelas suas características, do parque é possível desvendar, a norte, São João da Madeira, a nordeste o vale do rio Antuã e algumas zonas montanhosas de Arouca, como o Maciço da Gralheira.
Já a sul observamos os socalcos das freguesias de Travanca, Pinheiro da Bemposta e a mancha florestal da Bairrada; a oeste, além da cidade, a ria de Aveiro e a linha do mar de Ovar à Costa Nova.
Infraestruturas e equipamentos do parque:
- Santuário de Nossa Senhora de La Salette
- Lago (com barcos de recreio)
- Piscinas da La Salette
- Ricoca Restaurante/Bar
- Parque de Eventos
- Café do Lago
- Café Cantinho Doce
- Parque de Merendas
- Parque Infantil
- Berço Vidreiro
- Circuito de Manutenção
- Polidesportivo
- Centro Municipal de Proteção Civil